# William Coburn
Pour les articles homonymes, voir Coburn.
William "Willy/Willie" Coburn, état-civil inconnu, est un coureur cycliste sur piste, spécialiste des courses de six jours.

## Biographie
En 1920, il gagne les Six jours de New York associé à Maurice Brocco,,.
En 1922, il remporte les Six Jours de Chicago avec Dave Lands,.
En novembre 1928, Franck Kramer, président de la National Cycling Association, suspend les coureurs "dissidents", 26 Américains, dont Coburn et 7 Européens, qui ont pris le départ des Six Jours de Chicago, le 27 octobre, organisé par Willie Spencer. Ils payent une amende et sont requalifiés en 1929.

## Palmarès sur piste
- 1913
  - Six Jours de Saint-Louis avec Floyd Krebs

- 1920
  - Six Jours de New York avec Maurice Brocco

- 1921
  - 2e des Six Jours de New York avec Maurice Brocco[8]
  - 2e des Six Jours de New York avec Walter Rütt[9]

- 1922
  - Six Jours de Chicago avec Dave Lands
  - 2e des Six Jours de New York avec Maurice Brocco[10]
  - 2e des Six Jours de Chicago avec Dave Lands

- 1923
  - 2e des Six Jours de Chicago avec Maurice Brocco

- 1929
  - Six Jours de Montréal avec Maurice Declerck